# Нагата, Хидэо
Хидэо Нагата (яп. 長田 秀雄 Нагата Хидэо, 13 мая 1885 года — 5 мая 1949 года) — японский поэт, писатель

 и драматург.

## Биография
Родился в Токио. Окончил среднюю школу Доккё, учился в Университете Мэйдзи.
Публиковал свои стихи в ежемесячном журнале «Мёдзё», вместе с такими авторами, как Китахара Хакусю и Киносита Мокутаро. Также состоял в литературном кружке Пан-но-кай (パンの会, «Кружок Пана»), печатался в журнале «Субару». Первую пьесу Нагаты Хидэо, «Демон наслаждений», поставили на сцене Дзию гэкидзё (自由劇場, «Свободный театр»), и с тех пор он начал карьеру драматурга, примкнув к Сингэки (新劇, «Новый театр»).
В 1920 году вышла в свет его известная пьеса «Будда открывает глаза»; позднее Нагата Хидэо написал много исторических пьес для японского классического театра Кабуки.
В 1939 году, когда Цукидзи Сёгэкидзё (築地小劇場, «Маленький театр Цукидзи») получил статус официальной организации, Нагата Хидэо стал его представительным директором.
Также был киносценаристом.
Умер в 1949 году, его могила находится на кладбище Сомэй в Сугамо, Токио.
Его младший брат, Нагата Микихико, также был поэтом и писателем.

## Основные сочинения
- «Демон наслаждений» («Канраку но они», 1913)
- «Кимпэймару» (1914)
- «Поджог» («Хока», 1914)
- «Голод и жажда» («Кикацу», 1916)
- «Роман двух часов после полуночи» («Сёсэцу годзэн дзюнидзи», 1918)
- «Голос» («Коэ», 1920)
- «Будда открывает глаза» («Дайбуцу Каиган», 1921)
- «Фонарь в форме пиона» («Ботан Торо», 1923)
- «О любви и ненависти» («Айдзо хэн», 1923)
- «Чёрный занавес» («Куромаку», 1924)